# القحفة (الاخماس)

تعديل مصدري - تعديل

القحفة محلة تابعة لقرية المعبر، التابعة لعزلة الاخماس بمديرية فرع العدين إحدى مديريات محافظة إب في الجمهورية اليمنية، بلغ تعداد سكانها 146 حسب تعداد اليمن لعام 2004.